# 帕利斯塞尔伊
帕利斯塞尔伊（Palissery），是印度喀拉拉邦Thrissur县的一个城镇。总人口7950（2001年）。

## 人口
该地2001年总人口7950人，其中男性3852人，女性4098人；0—6岁人口912人，其中男447人，女465人；识字率84.15%，其中男性为85.96%，女性为82.45%。